# New Wave 2010
New Wave 2010 var 2010 års upplaga av musiktävlingen New Wave som hålls årligen i den lettiska staden Jūrmala. Regerande mästare var Ukraina och Indonesien, som 2009 delade segern med Dzjamala för Ukraina och Sandhy Sandoro för Indonesien.

## Resultat

### Summering
Tävlingen vanns detta år av den armeniska sångerskan Sona Sjachgeldjan, som även representerade sitt land. På andra plats slutade Tatjana Sjirko från Ukraina, och på en tredjeplats slutade Uku Suviste från Estland.

### Första omgången
- I första omgången sjunger deltagarna internationellt kända låtar;

| Nr | Land         | Artist            | Låt                      | Poäng | Placering |
| -- | ------------ | ----------------- | ------------------------ | ----- | --------- |
| 1  | Ryssland     | Jegor Sesarev     | Feeling Good             | 86    | 11        |
| 2  | Finland      | Stacy             | Malade                   | 84    | 13        |
| 3  | Azerbajdzjan | Milk & Kisses     | A Woman in Love          | 79    | 16        |
| 4  | Ukraina      | Payushie Trusi    | Bad                      | 77    | 17        |
| 5  | Lettland     | PeR               | Back in the U.S.S.R.     | 86    | 11        |
| 6  | Bulgarien    | Nikki Manolov     | You Raise Me Up          | 87    | 10        |
| 7  | Ukraina      | Tatjana Sjirko    | All by Myself            | 96    | 1         |
| 8  | Israel       | Hila Ben David    | Mamma Do                 | 95    | 2         |
| 9  | Brasilien    | Gabriella         | This Man is World        | 91    | 6         |
| 10 | Lettland     | Lady's Sweet      | Money                    | 88    | 9         |
| 11 | Kazakstan    | Kajrat Tuntekov   | The Way You Make Me Feel | 91    | 6         |
| 12 | Belarus      | Litesound         | Amazed                   | 92    | 5         |
| 13 | Armenien     | Sona Sjachgeldjan | Baby, Come To Me         | 94    | 3         |
| 14 | Ryssland     | Murakami          | Don't Stop Me Now        | 84    | 13        |
| 15 | Ryssland     | Musik Hayk        | September                | 81    | 15        |
| 16 | Ukraina      | Ivan Berezovskij  | Per Te                   | 89    | 8         |
| 17 | Estland      | Uku Suviste       | Purple Rain              | 93    | 4         |

### Andra omgången
| Nr | Land         | Artist            | Låt                          | Sammanlagd poäng (denna dag) | Placering (endast dag 2) |
| -- | ------------ | ----------------- | ---------------------------- | ---------------------------- | ------------------------ |
| 1  | Finland      | Stacy             | In The Shadows               | 168 (84)                     | 16                       |
| 2  | Brasilien    | Gabriella         | Mas Que Nada                 | 179 (88)                     | 14                       |
| 3  | Israel       | Hila Ben David    | Hallelujah                   | 189 (94)                     | 7                        |
| 4  | Ukraina      | Ivan Berezovskij  | Nitj Jaka Misjatjna          | 183 (94)                     | 7                        |
| 5  | Ryssland     | Musik Hayk        | Beskonetjnosm                | 169 (88)                     | 14                       |
| 6  | Belarus      | Litesound         | Mama                         | 188 (96)                     | 2                        |
| 7  | Lettland     | Lady's Sweet      | Kolbelnaja                   | 183 (95)                     | 3                        |
| 8  | Armenien     | Sona Sjachgeldjan | Hajastan Asjchkart           | 189 (95)                     | 3                        |
| 9  | Kazakstan    | Kajrat Tuntekov   | Naz Konr                     | 185 (94)                     | 7                        |
| 10 | Lettland     | PeR               | Noctirne                     | 182 (96)                     | 2                        |
| 11 | Ryssland     | Murakami          | Tutju                        | 174 (90)                     | 13                       |
| 12 | Bulgarien    | Nikki Manolov     | Ne Mosy Bez Mebja            | 179 (92)                     | 11                       |
| 13 | Ukraina      | Payushie Trusi    | Rozprjasaume, Chlolvi, Konev | 160 (83)                     | 17                       |
| 14 | Ryssland     | Jegor Sesarev     | Moskovsku Bum                | 177 (91)                     | 12                       |
| 15 | Azerbajdzjan | Milk & Kisses     | Getmə, getmə, gəl            | 172 (93)                     | 10                       |
| 16 | Estland      | Uku Suviste       | Sind Otsides                 | 190 (97)                     | 1                        |
| 17 | Ukraina      | Tatjana Sjirko    | Tjom Mu Ne Prusjov           | 191 (95)                     | 3                        |

### Finalen
| Nr | Land         | Artist            | Sång                 | Poäng | Plats |
| -- | ------------ | ----------------- | -------------------- | ----- | ----- |
| 1  | Lettland     | "Lady's Sweet"    | Lieliskais           | 88    | 13    |
| 2  | Azerbajdzjan | "Milk & Kisses"   | Podruga              | 82    | 16    |
| 3  | Lettland     | "PeR"             | Lidzsvara            | 87    | 14    |
| 4  | Israel       | Hila Ben David    | Haley                | 91    | 8     |
| 5  | Ryssland     | Murakami          | Skazka               | 89    | 11    |
| 6  | Belarus      | Litesound         | Lutjsjve             | 90    | 10    |
| 7  | Estland      | Uku Suviste       | Show Me The Love     | 95    | 5     |
| 8  | Ukraina      | Tatjana Sjirko    | Ispoved' Lyubvi      | 96    | 3     |
| 9  | Armenien     | Sona Sjachgeldjan | Horust te gandz      | 99    | 1     |
| 10 | Ryssland     | Musik Hayk        | Nasju Bemu           | 86    | 15    |
| 11 | Ukraina      | Payushie Trusi    | Plasmutjesku Chururs | 92    | 7     |
| 12 | Bulgarien    | Nikki Manolov     | Lutjsje              | 93    | 6     |
| 13 | Ukraina      | Ivan Berezovskij  | Vmesme               | 91    | 13    |
| 14 | Kazakstan    | Kajrat Tuntekov   | Baby                 | 96    | 3     |
| 15 | Brasilien    | Gabriella         | Me Aceita            | 89    | 11    |
| 16 | Finland      | Stacy             | Not Enough           | 81    | 17    |
| 17 | Ryssland     | Jegor Sesarev     | With You             | 97    | 2     |

## Slutställning
1.  Armenien, Sona Sjachgeldjan - 288
2.  Ukraina, Tatjana Sjirko - 287
3.  Estland,  Uku Suviste - 285
4.  Kazakstan, Kajrat Tuntekov - 281
5.  Israel, Hila Ben David - 280
6.  Belarus , Litesound - 278
7.  Ukraina, Ivan Berezovskij - 274
7.  Ryssland, Jegor Sesarev - 274
9.  Bulgarien, Nikki Manolov - 272
10.  Lettland , Lady's Sweet - 271
11.  Lettland,  "PeR" - 269
12.  Brasilien,  Gabriella - 268
13.  Ryssland, Murakami - 263
14.  Ryssland,  Musik Hayk - 255
15.  Azerbajdzjan, Milk & Kisses - 254
16.   Ukraina, Payushie Trusi - 252
17.  Finland, Stacy - 249